# Solwezi
Solwezi je glavni grad zambijske pokrajine North-Western. Leži na 1350 metara nadmorske visine, u rudarskom području uz granicu s Demokratskom Republikom Kongo. Od Chingole je udaljen 180 km. Nastao je uz rudnik bakra Kansanshi izgrađen krajem 19. stoljeća. Danas se centar Solwezija nalazi 14 km od rudnika. Drugi, nedavno otvoreni rudnik je Lumwana, 78 km zapadno od grada.
Većina stanovništva govori kaonde jezikom. U gradu se nalazi jedini hotel u pokrajini, The Royal Solwezi Hotel.
Solwezi je 2010. imao oko 45 tisuća stanovnika.

## Vanjske poveznice

### Ostali projekti
|  | Zajednički poslužitelj ima još gradiva o temi Solwezi |